# Steve Antin

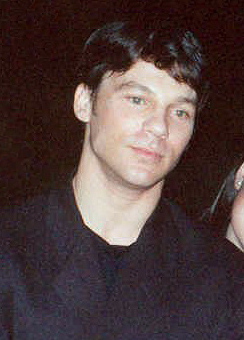
Steve Antin (1990)

Steven „Steve“ Howard Antin (* 19. April 1958 in Queens, New York City) ist ein US-amerikanischer Schauspieler, Drehbuchautor, Filmproduzent, Filmregisseur, Stuntman und Songwriter.

## Leben

### Frühes Leben
Steve Antin wurde 1958 als Sohn von britischen Juden im New Yorker Stadtbezirk Queens geboren. Er ist der Bruder von Schauspieler Neil Antin, The-Pussycat-Dolls-Gründerin Robin Antin und Haarstylist Jonathan Antin.

### Karriere
Antin zog nach Los Angeles, Kalifornien und bekam verschiedene Rollen in Filmen und Fernsehserien. Zu den bekanntesten gehören ein Draufgänger in dem amerikanischen Eis-am-Stiel-Remake Die letzte amerikanische Jungfrau (1982), der arrogante Millionärssohn in dem Abenteuerfilm Die Goonies (1985) und einer der Vergewaltiger im Thriller Angeklagt (1988). Auftritte hatte er auch in Serien wie 21 Jump Street – Tatort Klassenzimmer und New York Cops – NYPD Blue. Gelegentlich arbeitete er auch als Stuntman.
1992 schrieb er dann sein erstes Drehbuch für den Film Der ganz normale Wahnsinn mit ihm selbst und Patricia Arquette in den Hauptrollen. In den folgenden Jahren verschob er zunehmend seinen Fokus von der Schauspielerei auf die Arbeit hinter der Kamera. 1999 hatte das Drehbuch zu Gloria großen Erfolg. Nach diesen größeren Erfolgen kreierte, schrieb und produzierte er die Fernsehserie Rawley High – Das erste Semester (Young Americans im Original) für The WB.
Ab den 2000ern übernahm Antin auch Regiearbeiten und inszenierte mehrere Musikvideos. 2006 gab Antin mit The Goode’s House sein Filmdebüt als Regisseur. 2010 führte er bei dem Film Burlesque Regie und schrieb auch das Drehbuch. Die Hauptrolle spielte die Grammy-Preisträgerin Christina Aguilera. In weiteren Rollen sind Oscar-, Grammy-, Emmy- und Golden-Globe-Preisträgerin Cher, Stanley Tucci und Cam Gigandet zu sehen. Für den Soundtrack von Burlesque schrieb er auch den Filmsong But I Am a Good Girl.

### Privates
Antin ist homosexuell und war früher mit dem US-amerikanischen Musik- und Filmproduzenten David Geffen für etwas mehr als ein Jahr lang zusammen.

## Filmografie (Auswahl)

### Schauspieler
- 1982: Quincy (Quincy, M. E., Fernsehserie, eine Folge)
- 1982: Die letzte amerikanische Jungfrau (The Last American Virgin)
- 1983: Sweet Sixteen – Blutiges Inferno (Sweet 16)
- 1985: Die Goonies (The Goonies)
- 1985: Die Spezialisten unterwegs (Misfits of Science, Fernsehserie, eine Folge)
- 1986: Junge Schicksale (ABC Afterschool Specials, Fernsehserie, eine Folge)
- 1986: Unglaubliche Geschichten (Amazing Stories, Fernsehserie, eine Folge)
- 1987: 21 Jump Street – Tatort Klassenzimmer (21 Jump Street, Fernsehserie, eine Folge)
- 1987: Knast Fighter (Penitentiary III)
- 1988: Camp der verlorenen Teufel (Survival Quest)
- 1988: Angeklagt (The Accused)
- 1992: Der ganz normale Wahnsinn (Inside Monkey Zetterland)
- 1994: 36 Tage Terror (S.F.W.)
- 1994–1998: New York Cops – NYPD Blue (NYPD Blue, Fernsehserie, 6 Folgen)
- 1995: Der Marshal (The Marshal, Fernsehserie, eine Folge)
- 1996: It’s My Party
- 1997: Zwei Singles in L.A. (Til There Was You)

### Drehbuchautor
- 1992: Der ganz normale Wahnsinn (Inside Monkey Zetterland)
- 1999: Gloria
- 2003: Chasing Papi
- 2010: Burlesque

### Regisseur
- 2006: The Goode’s House
- 2010: Burlesque

### Co-Produzent
- 1992: Der ganz normale Wahnsinn (Inside Monkey Zetterland)